# Peter Cattaneo
Peter Cattaneo, född 1 juli 1964 i London, är en brittisk regissör som är mest känd för filmen Allt eller inget (The Full Monty) från 1997.

## Filmografi
- 1990 – Dear Rosie
- 1997 – Allt eller inget
- 2001 – Lucky Break
- 2005 – Opal Dream
- 2008 – The Rocker
- 2019 – Sångklubben
- 2025 – The Penguin Lessons